# Slovenski hokejski hram slavnih
Slovenski hokejski hram slavnih je ustanovila Hokejska zveza Slovenije leta 2007 na slavnostni akademiji ob osemdeseti obletnici začetka igranja hokeja na Slovenskem in petnajsti obletnici slovenske reprezentance. V novoustanovljen hram slavnih so sprejeli prvih šestdeset igralcev, trenerjev, sodnikov in funkcionarjev, ki so zaslužni za razvoj slovenskega hokeja. 10. novembra 2012 je HZS v hram slavnih ob prijateljskem reprezentančnem turnirju v Hali Tivoli sprejela novih enajst članov, prav tako pa še triindvajset članov za leto 2008. Leta 2022 je bilo ob svetovnem prvenstvu D1 sprejetih novih 25 članov, prvič so med njimi tudi hokejistke ter tuji hokejisti in trenerji.

## Sprejeti v hram slavnih
2007
Ernest Aljančič starejši - Jože Kovač - Emil Ažman - Erik Krisch - Slavko Ažman - Srdan Kuret - Igor Beribak - Franc Lešnjak - Mustafa Bešić - Dominik "Domine" Lomovšek - Andrej Brodnik - Matko Medja - Vasilij Cerar - Janez Mlakar - Boris Čebulj - Drago Mlinarec - Matevž Čemažar - Murajica Pajič - Hans Dobida - Silvo Poljanšek - Anton Dremelj - Janko Popovič - Jan Ake Edvinsson - Cveto Pretnar - Stane Eržen - Ludvik Ravnik - Rene Fasel - Viktor Ravnik - Albin Felc - Andrej Razinger - Eldar Gadžijev - Drago Savič - Tone Gale - Matjaž Sekelj - Jože Gogala - Štefan Seme - Marjan Gorenc - Franc Smolej - Edo Hafner - Marko Smolej - Gorazd Hiti - Rudi Hiti - Roman Smolej - Dragan Stanisavljevič - Bogo Jan - Andrej Stare - Ivo Jan starejši - Nebojša Stojakovič - Milko Janežič - Lado Šimnic - Marjan Jelovčan - Zvone Šuvak - Brane Jeršin - Vlado Jug - Toni Tišlar - Viktor "Viki" Tišlar - Ignac Kavec - Ciril Vister - Rudi Knez - Matjaž Žargi
2008
Božidar Beravs - Tomaž Bratina - Drago Horvat - Peter Klemenc - Sašo Košir - Tomaž Košir - Mirko Lap - Tomaž Lepša - Blaž Lomovšek - Janez Puterle - Joža Razingar - Ivan Ščap - Andrej Vidmar - Franci Žbontar - Roman Iskra - Zoran Rozman - Igor Zaletel - Bogdan Jakopič - Gabrijel Javor - Bojan Kavčič - Miloš Sluga - Andrej Verlič - Zlatko Pavlica - Boris Pajič
2012
Elvis Bešlagič - Robert Ciglenečki - Dejan Kontrec - Tomaž Vnuk - Bojan Zajc - Nik Zupančič - Luka Žagar - Zoran Pahor - Marko Popovič - Žarko Bundala - Franc Ferjanič
2022
Jasmina Rošar - Mojca Dud - Tea Lahajnar - Metka Manfreda - Ina Prezelj - Vesna Ažman - Marcel Rodman - Gaber Glavič - Jurij Goličič - Ivo Jan ml. - Andrej Hočevar - Robert Kristan - Gregor Polončič - Tomaž Razingar - Ildar Rahmatulin - Miha Rebolj - Peter Rožič - Mitja Šivic - Dejan Varl - Matjaž Kopitar - Ludvik Žitnik - Neil Sheehy - Vladimir Krikunov - Kari Savolainen - Josef Benjač